# Kumzar

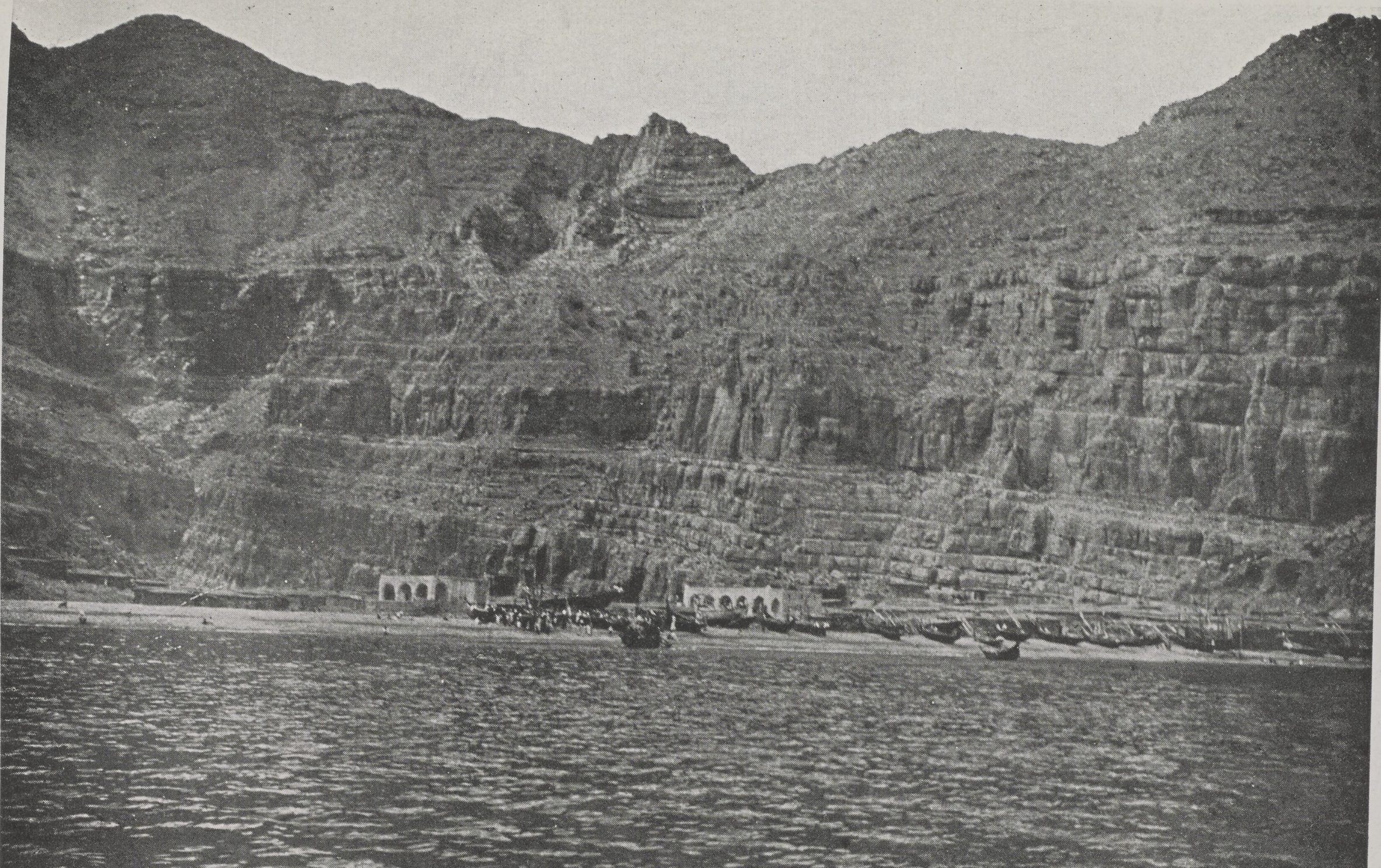
Kumzar, v. 1908

Kumzar (en arabe : كُمزار), est un village du Musandam, la province la plus septentrionale d'Oman. Situé à l'extrême nord de cette province, sur le détroit d'Ormuz, le village est isolé et uniquement accessible par bateau.
Du fait de leur isolement, les habitants de Kumzar parlent le kumzari, une langue iranienne.